# 银月桂叶

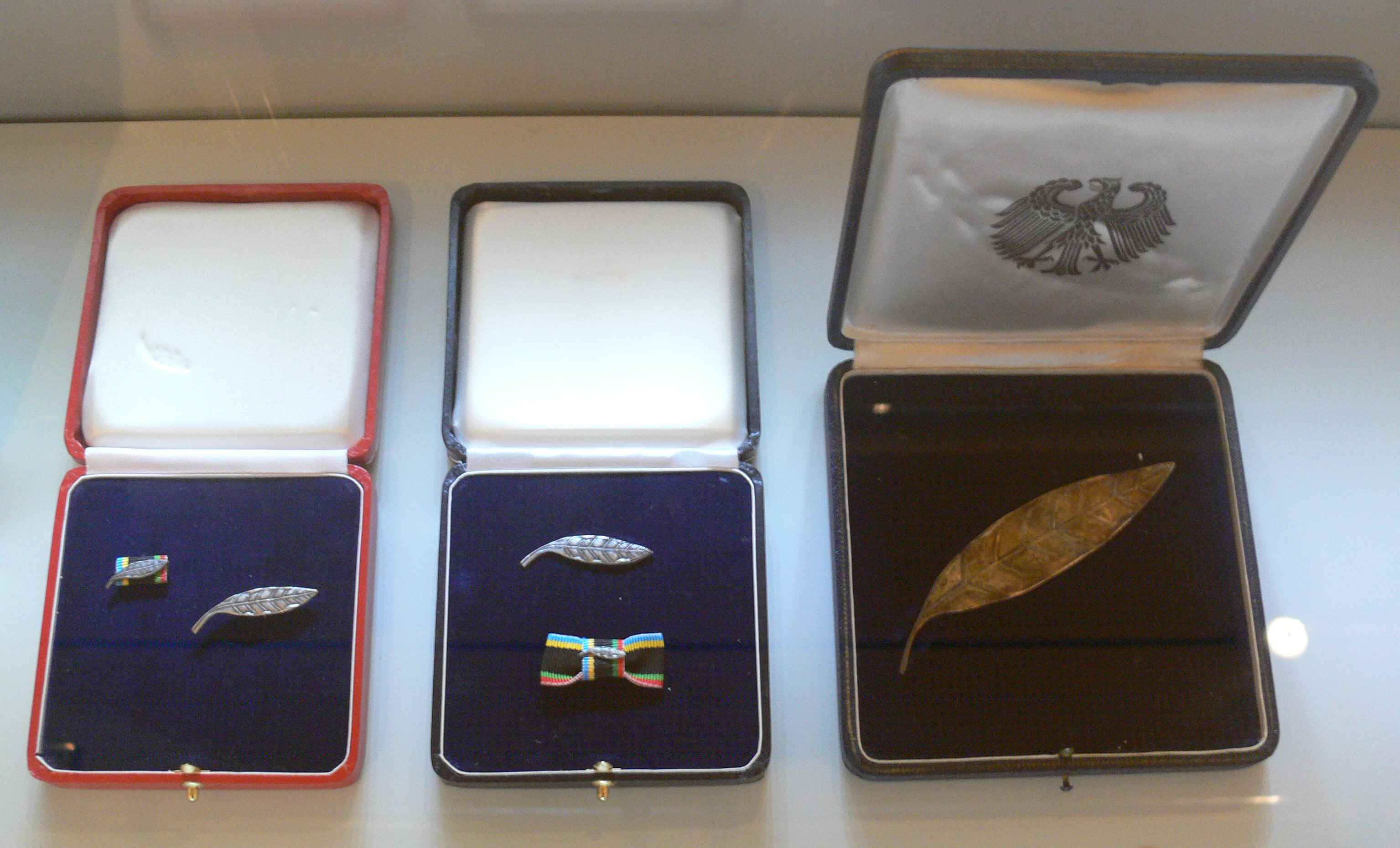
各种不同版本的银月桂叶奖章

银月桂叶（德語：Silbernes Lorbeerblatt，發音：[ˈzɪlbɐnəs ˈlɔʁbeːɐ̯ˌblat]）是德国最高级别的体育奖项，于1950年6月23日由当时的联邦总统特奥多尔·豪斯首次颁发。然而相关的称谓、奖章和勋衔规则直至1957年7月26日才制定，并自1964年3月24日由后任联邦总统海因里希·吕布克确立。2013年6月1日起，奖项法规再次作出修订，并首次明确违反反兴奋剂条例的人员将会被排除在获奖名单之外。

## 表彰目的
银月桂叶是德国一个全国性的奖项，主要用于表彰在体育和音乐领域获得杰出成就的个人或团体。

## 评定标准
为了突出这一奖项的价值，获奖者的基本表现需要通过一系列严格的评定审核。仅有一项高水准的表现基本上是不足够的，其表现还需要反映出个人态度和品格的模范性。前德国联邦内政部长奥托·席利在2003年3月31日于柏林对140名成功运动员发表的讲话中再次强调了颁奖原则，银月桂叶不仅表彰个人或团队本身的体育成就，它更是对获奖者个人态度和品格的致敬。
在奥运会、听障奥运会和残奥会获得奖牌的运动员是一个例外，他们即便仅有一项个别的体育成就亦可有机会获颁银月桂叶。

## 奖章
银月桂叶奖章为一个银质的月桂叶徽章（女性为胸针），特殊版本维持原状，但采用更大的格式。银月桂叶徽章或胸针应佩戴于西装或套裙的左襟。此外，奖章还附有一个配备绶带的精简版本，其绶带采用与奥林匹克五环一致的色调（蓝、黄、黑、绿、红）。
个体获奖者可以得到一枚月桂叶徽章（胸针）、一张获奖证书和一个放大版的月桂叶比例模型。其中放大版的模型采用不可佩戴设计。该方案在1980年11月28日起采用的新规则中被摈弃，自此获奖者仍可得到一份获奖证书，但已无放大版的模型。
通过团队表现而获奖的队伍或俱乐部可以得到一枚特殊版本（加大）的银月桂叶徽章。其中表现优异的成员还可以另外得到一枚原始大小的徽章连同获奖证书。此外，没有个别成员奖励的团队仍可得到一个放大版的展示模型。

## 颁奖程序

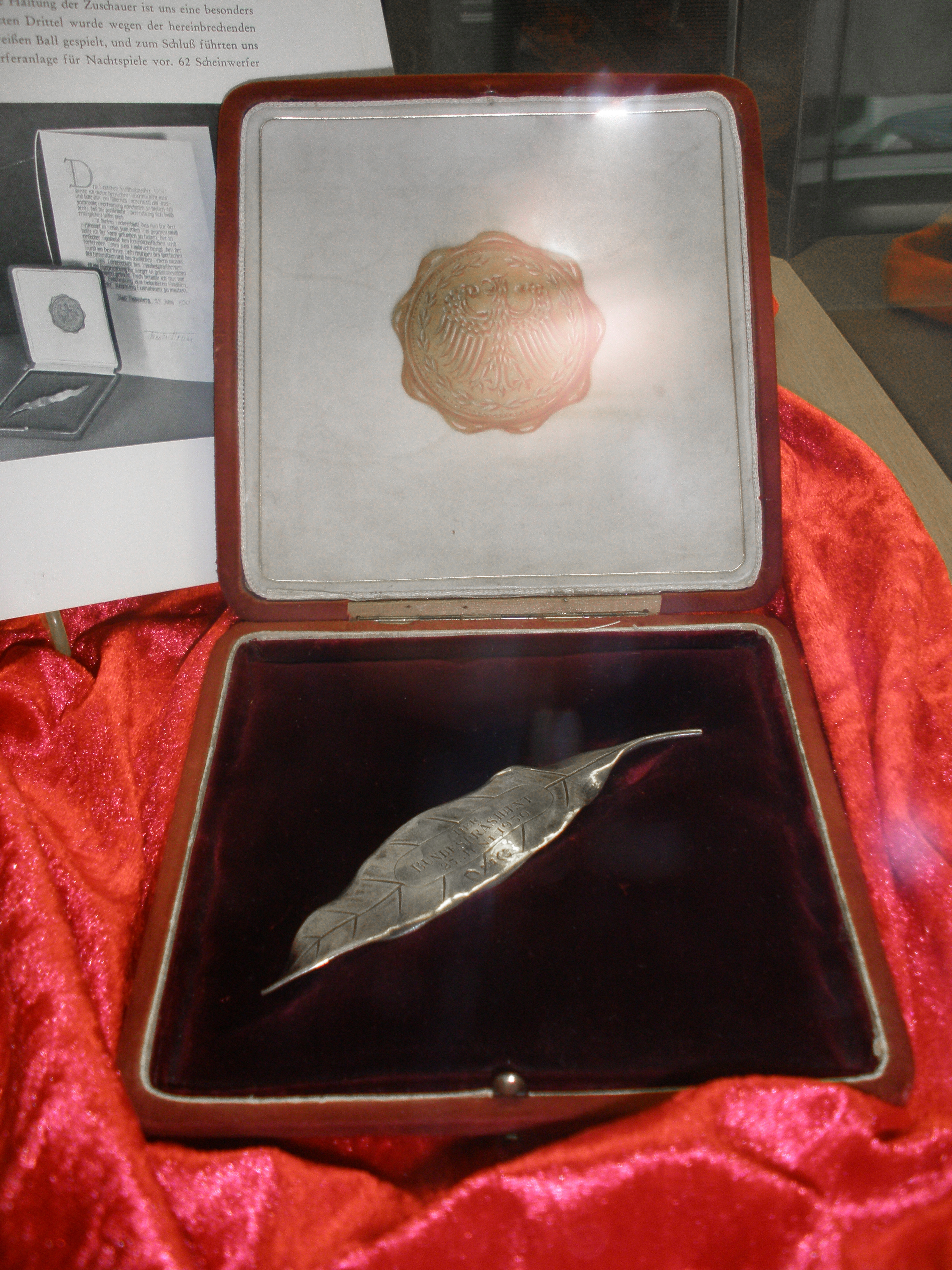
斯图加特足球俱乐部所获颁的首枚团体银月桂叶奖章

被授予银月桂叶奖章的个人或团队需要先由德国奥林匹克体育联合会主席向联邦总统提名，随后由联邦总统交付德国联邦内政部负责该项运动的分支机构进行审核，并最终由德国联邦内政部长根据德意志联邦共和国基本法第58条签署生效。在一般情况下，银月桂叶奖章由联邦内政部长进行颁发，只有在特定条件下才由联邦总统亲自颁发。
1950年6月25日，马术运动员弗里茨·蒂德曼和1950年德国足球冠军得主斯图加特足球俱乐部分别成为首位获颁银月桂叶的个人及团体；网球运动员英格·波曼则在1950年7月2日成为首位获奖的女性。
尽管在银月桂叶的颁奖规则中明确表明了可以授予在音乐方面有杰出表现的个人或团体，但迄今为止在这一领域仅有零星的获奖者。例如在1954年曾绝无仅有的两次授予音乐领域，其中之一更是授予了巴特菲尔伯尔的曼陀铃乐团。

## 知名個人獲獎者
- 弗里茨·蒂德曼, 马术，1950年6月25日授勳。
- Inge Pohmann, 網球，1950年6月25日授勳。
- 克勞迪婭·尼科萊茨克, 殘奧會短跑運動員，2008年和2016年榮獲此殊榮。
- 弗朗茨·贝肯鲍尔, 足球
- 韦雷娜·本特勒, 冬季两项、越野滑雪。
- Kirsten Bruhn, 殘奧游泳
- 施特菲·格拉芙, 網球
- 法比安·漢布钦, Gymnast.
- 徐怀雯, Badminton
- 马蒂亚斯·施泰纳, Olympic weight-lifter.
- 比吉特·普林茨, 足球
- 克斯廷·加雷弗雷克斯, 足球
- 延斯·魏斯弗洛格, Ski jumping.
- 鲍里斯·贝克尔, Tennis. Honoured in 1985
- Boris Becker and 米夏埃尔·施蒂希, 1992 Doubles Gold Medalists. Honoured 6 October 1992.[13]
- Bengt Zikarsky, Swimming.
- Toni Ulmen, Motor Sport. Honoured in 1953
- 迈克尔·舒马赫, at that time, dual F1世界车手冠军列表. Honoured in 1995.
- 賽巴斯蒂安·維泰爾, at that time, dual F1世界车手冠军列表. Honoured on 22 February 2012.[14][15]
- 德克·诺维茨基, NBA總冠軍列表 2011, NBA最有价值球员 2007, NBA总决赛最有价值球员 2011, 13× NBA All-Star.
- 莱纳·舍内博恩，現代五項運動。 2008年授勳[16]。
- Hans Lenk, rowing.[17]
- 玛格达莱娜·诺伊纳，冬季两项运动员[18]
- Heinrich Popow, paralympic sprinter. Honoured on 6 November 2012[19]

- 施巴斯坦·維度爾，四屆一級方程式賽車世界冠軍，2012年2月22日授勳[20][21]
- 施特菲·嘉芙，網球
- 托尼·烏爾曼，賽車運動，1953年授勳。
- 韦雷娜·本特勒，視力障礙殘奧會冬季兩項運動員和越野滑雪運動員。
- 沃納·格呂布邁爾，1954年授勳。
- 威廉·布雷姆, 視力障礙殘奧會滑雪金牌得主，2010年獲此殊榮。[22]
- 沃爾夫岡·古利希，運動攀岩，1985年與 Kurt Albert 一起獲獎[23]
- 徐懷雯, 羽毛球

## 知名團隊獲獎者

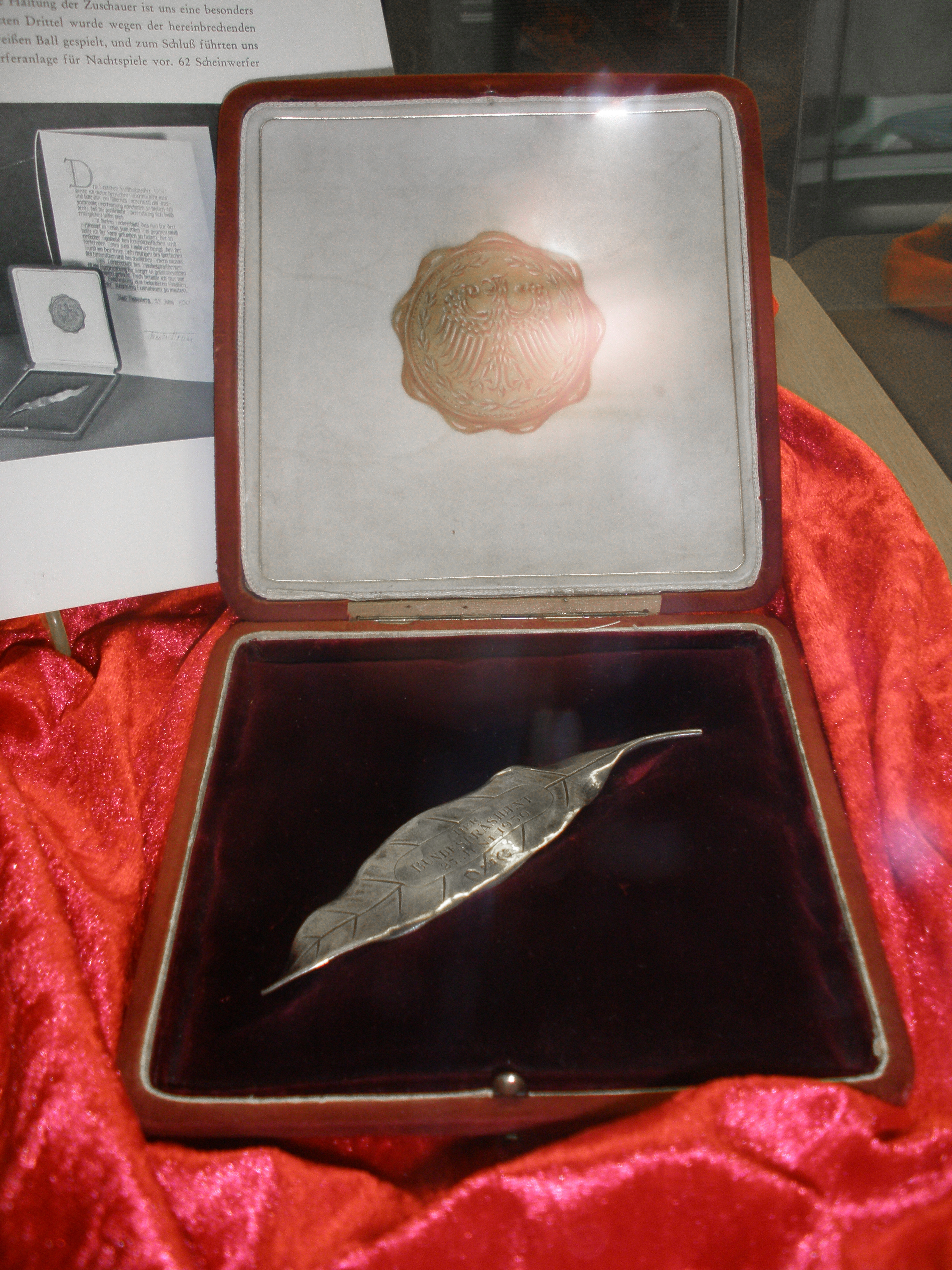
The first Silbernes Lorbeerblatt which was awarded to a team

- Deutschlandachter (for winning Olympic Gold in the London 2012 Olympics)
- 斯图加特体育俱乐部 (for the German football championship 1950)
- HTC-Highroad (First place at the 1997 Tour de France)
- TSG Bremerhaven A-Team (formation dance Latin American, World Champion 1977, 1979–1981, 1983–1985, 1987, 1991, 1994, 1995, 2000, 2001, 2007)[24]
- Braunschweiger TSC A-Team (formation dance Standard, World Champion 1991–1994, 2000, 2004, 2005, 2011)[24]
- 1. TC Ludwigsburg A-Team (formation dance Standard, World Champion 1985–1990, 1995, 1996, 2007)[24]
- 德國國家足球隊 (European Champion 1972, 1980, 1996 and World Champion 1954, 1974, 1990, 2014)
- 德国国家女子足球队 (European Champion 1989, 1991, 1995, 1997 and World Champion 2003, 2007)
- 德國國家手球隊 (World Champion 2007)
- Germany national women's wheelchair basketball team (Paralympic silver medallists 2008, Paralympic gold medallists 2012)[25]
- Pinta yachting team (One Ton Cup and Admiral's Cup in 1994[26])

## 其它
由于银月桂叶奖项只能颁发一次，但是已经得到这一荣誉的运动员仍可以在后续的颁奖仪式中被再次授予专门特制的银月桂叶徽章。因此，1954年世界杯冠军队成员弗里茨·瓦尔特和手球运动员埃尔哈德·伍德里希均拥有3枚银月桂叶徽章。曾参与过1974年、2006年和2010年世界杯的德国国家足球队连同其主教练赫尔穆特·舍恩、尤尔根·克林斯曼和约阿希姆·勒夫也曾获颁银月桂叶。
铅球运动员、2011年世锦赛冠军和2012年奥运会银牌得主达维德·施托尔则在2012年11月被剥夺了它的银月桂叶奖，这是因为他被媒体拍摄到在2011年春天曾用气枪射击一条狗。